# ونسر
ونسر (به انگلیسی: Vencer) یک شرکت هلندی تولیدکننده خودروهای اسپرت است. این شرکت در سال۲۰۱۰ توسط رابرت کابن تأسیس شد و تمام ماشین‌ها دست‌ساز هستند. . ترکیب فعلی خود را شامل ونسر سارت. دست ساخته شده ۲۰۱۵ سارت خرده فروشی از ۲ ۲۷۰٬۸۸۲ و تنها در اروپا در دسترس است.